# アンバランス (テレビドラマ)
アンバランスは、テレビ朝日・ネオドラマ枠で放送された白島靖代・大沢樹生（光GENJI）主演の連続ドラマ。放送期間は1993年5月24日～5月27日。放送時間は23:25～（30分）。全4回であった。

## キャスト
- 白島靖代
- 大沢樹生

## スタッフ
- 脚本：小山協子
- 演出：北川邦夫
- 制作：テレビ朝日

| スタブアイコン | サブスタブ | この項目は、まだ閲覧者の調べものの参照としては役立たない、テレビ番組に関連した書きかけの項目です。この項目を加筆・訂正などしてくださる協力者を求めています（P:テレビ/PJ:放送または配信の番組）。 |